# Štefan Leško
Štefan Leško [štěfan leško] (12. července 1929 Košice – 6. února 2015 tamtéž) byl slovenský fotbalový útočník a trenér.

## Hráčská kariéra
V československé lize hrál za Dynamo ČSD Košice (1950–1952), aniž by skóroval. Během základní vojenské služby hrál za Duklu Trenčín.

### Prvoligová bilance
| Ročník         | Zápasy | Góly | Minuty | Klub              |
| -------------- | ------ | ---- | ------ | ----------------- |
| I. liga 1950   | –      | 0    | –      | Dynamo ČSD Košice |
| I. liga 1951   | –      | 0    | –      | Dynamo ČSD Košice |
| I. liga 1952   | –      | 0    | –      | Dynamo ČSD Košice |
| CELKEM I. LIGA | –      | 0    | –      |                   |

## Trenérská kariéra
Po skončení hráčské kariéry se stal trenérem.